# Selaginella jugorum
Selaginella jugorum là một loài dương xỉ trong họ Selaginellaceae. Loài này được Hand.-Mazz. mô tả khoa học đầu tiên năm 1929.